# Can Cinto de la Palla
Can Cinto de la Palla va ser una antiga i coneguda taverna i casa d'àpats de Badalona.
Estava situada a la carretera de Mataró a tocar de la carretera de la Conreria. El seu emplaçament feia que fos freqüentada per treballadors, carreters, els quals disposaven d'abeuradors per als cavalls. La seva cuina era tradicional i artesana i va assolir molt d'èxit. Entre els plats que oferien destacaven estofats, el capipota i la tripa amb samfaina.
Durant el primer terç de segle xx en van ser amos Jacint Alsina i Dolors Bilbeny, també comerciants de palla. El seu fill, Eduard, conegut també pel sobrenom de Cinto de la Palla, va ser un sindicalista anarquista assassinat el 22 de juny de 1921 per pistolers del Sindicat Lliure, en el context dels anys del pistolerisme a Catalunya.
Arran de l'arribada dels ajuntaments democràtics, i a iniciativa de Jacint Dunyó i Clarà, successives edicions de la Festa del Badiu, organitzada per l'Associació de Veïns del Centre en el marc de les Festes de Maig, han recordat i homenatjat l'establiment, desaparegut anys enrere. S'hi munta una mena de restaurant a l'aire lliure, on se serveixen al voltant de 400 i 500 àpats que consisteixen en plats tradicionals.